# Drosophila macropolia
Drosophila macropolia este o specie de muște din genul Drosophila, familia Drosophilidae, descrisă de Patterson și Mainland în anul 1944. Conform Catalogue of Life specia Drosophila macropolia nu are subspecii cunoscute.